# 秤

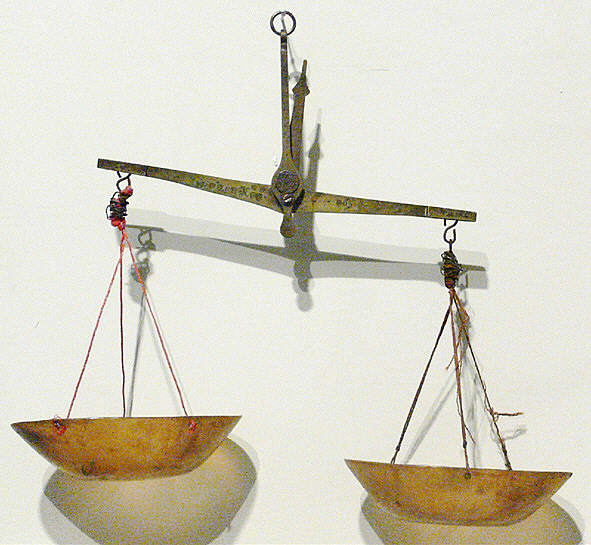
天秤ばかり

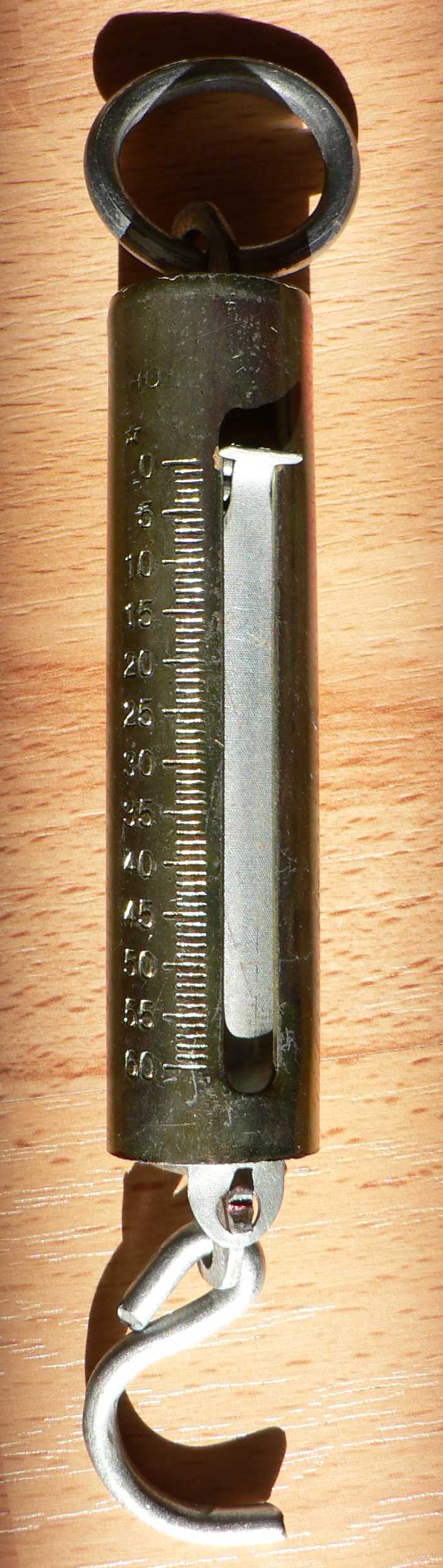
ばねばかり

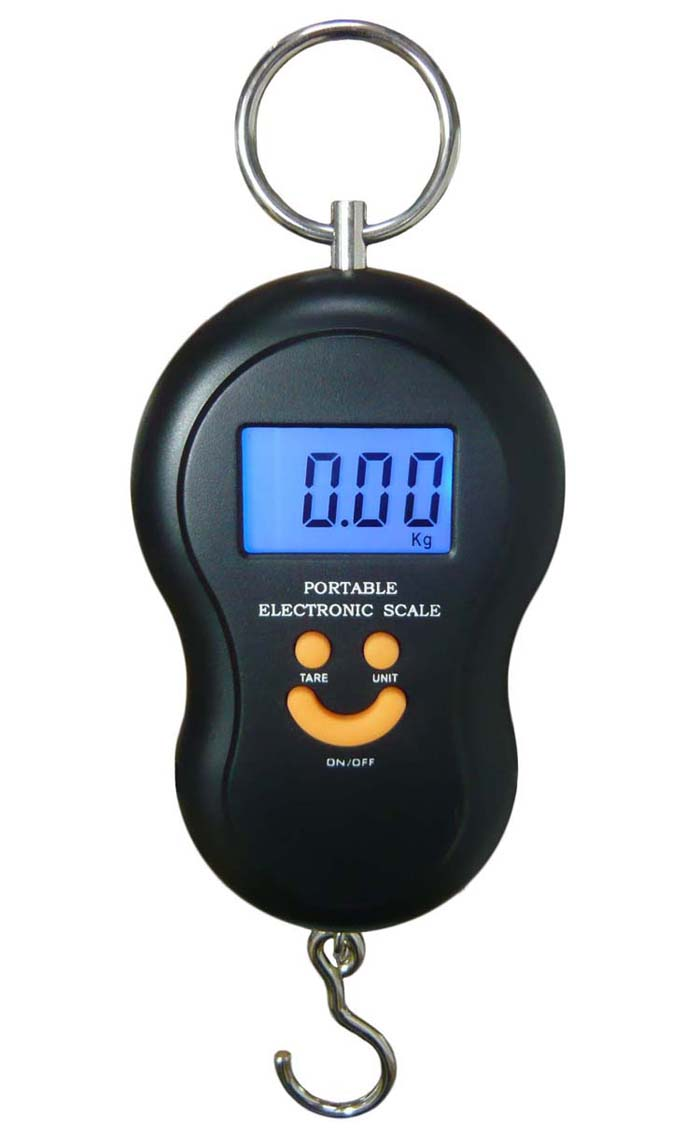
電子吊りばかり。単位表記が「Kg」となっているが正しくは「kg」でなければならない（キロ#小文字を使う理由）。

秤、はかり（はかり、英語: weighing scale、weighing instruments、scale、scales）とは、物体の質量を測定する器具である。質量を測るための器具であるが、同時に密度が一定の物質の場合は、そこから体積を計算によって求めることも可能な道具である。
一般に秤は天秤ばかり（balance）とばねばかり（spring balance）の二つに分けられる。天秤ばかりはてこと重りを利用することで、重力の大きさに影響されずに「質量」を測定するものであり、ばねばかりは重力作用とフックの法則からばねの伸び具合（→弾性）によって力を検出しこれを通して、やはり質量を計測するものである。

## 秤が測る物理量
(質量と重さ（重量）との違いについては、重さ(weight)または質量(mass)を参照。)
天秤ばかりは質量（単位はキログラム）を測り、バネばかりは重量（物理量は力、単位はニュートン）を測るとする論者もいるなど、現在でも認識が異なっているのが実態である。
しかし、計量に関する国際機関であるOIML（国際法定計量機関）とJIS（日本産業規格）は「はかり」を次のように定義しており、明確に質量を測定するものとしている
。
計量法体系でも、定期検査が行われる特定計量器の種類として「質量計」の語を用いて、秤が質量を測る計器であることを明確にしている。
もし例えば体重計の目盛の表示が重量（物理量は、力）を表しているとするならば、その単位はニュートン（記号はN）でなければならない。重力単位系で用いられたキログラム重（記号は、kgfまたはkgw）の使用は、1999年10月以降は計量法で取引・証明に用いることは禁止されているからである。特定計量器や家庭用特定計量器である体重計の目盛ないし表示は、「kg」となっており、このことは、体重計が質量を測る「質量計」であることを示している。

## 天秤ばかりとばねばかり

### 天秤ばかり
天秤ばかりは安定状態に落ち着くまでにやや手間が掛かるほか、装置も総じて大きくなる傾向がある。このため重力が一定の環境下では、多少の誤差はあるものの、扱い易いばねばかりの方が広く使われている。

### ばねばかり
ばねばかりでは、機械要素としての金属ばねを用いる方法（コイルスプリングまたは板ばね）の他、ゴムなどの弾力性のある素材が使われることもあるが、無理な過重をかけると金属ばねは変形したり破損するほか、ゴムでは断裂するほかゴムそのものが経年変化で劣化すると誤差が拡大する。

### その他
近年では圧電素子や圧力を加えると電気抵抗が変化する電気伝導素材などを使って電気的に計測する方法も利用され、電子吊りばかりなどの機器も出回っている。

## 誤差の要素
秤は、単に質量を計測するだけではなく、その計測した結果を元に取引が行われることもある。このため売買の公平性を期すために、秤の正確性は重要である。しかし機械装置である以上は向き・不向きがあり、こういった問題点は様々に改良されているが、依然として根本的な解決には至っていない。
誤差の要素として、ばねばかりが過負荷によって弾性が損なわれるなどして正確性が失われるのは先に述べたとおりだが、その一方で天秤ばかりも必ずしも常に正確だとは限らない。特に計測する物品に浮力が掛かる環境下では、天秤ばかりの片方に載せた原器と計測対象に掛かる浮力に違いがある場合に、正確性が損なわれる。これが固体同士であればほぼ無視できるほどの誤差であるが、容器に充填された気体の場合は大気の元で計測しても無視し難い誤差が発生する。例えば空気中にある天秤の片方に気体ヘリウムの詰まった風船を載せ、もう片方に中身の無い風船と原器を載せても、風船中の気体ヘリウムの質量を測ることはできない（風船が浮力により浮き上がってしまうため）。この浮力の問題は、ばねばかりでも同様である。
また正確に計測する上では、設計されたとおりの使用方法で利用する必要がある。例えば水平ではない状況で天秤ばかりを使っても正確には図れないし、平面に置いた計測対象の横にばねばかりを繋いで牽引しても、平面と計測対象との間に働く摩擦力しか測れない。また計測対象を運動させる他の力（磁力や風など）がある場合にも、正確には測れない。当然ながら、振動の激しい環境でも秤の状態が安定せず、測れない。

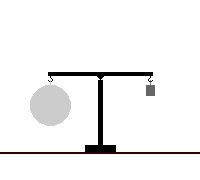
空気中では釣り合っている
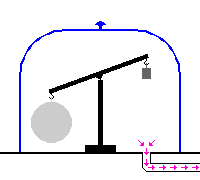
実は左には浮力が働いていた

## 秤に関連する事象
秤は古くから商業で用いられ、公平性の象徴にも扱われる。
裁判所の象徴は、天秤及びこれを掲げた女神（正義の女神・剣も携える）であるが、これは法の適用に関しての公平性を象徴している。

## 日本の秤
日本では室町時代から戦国時代にかけて商業の発達により秤が用いられるように成り、商人・職人組織である座の発達や戦国大名など地域権力による度量衡の統一により秤座が見られるようになった。
江戸時代には江戸幕府による統一政策の一環として承応2年（1653年）に江戸の守隨家と京都の神家の両秤座に東西の諸国における秤の制作・販売・修補の特権を与えた。
江戸期には貨幣経済の浸透により地方においても秤座が展開した。